# WxPHP
wxPHP est un binding entre PHP et wxWidgets.